# Bad Blumau
Bad Blumau is een gemeente in de Oostenrijkse deelstaat Stiermarken, gelegen in het district Fürstenfeld. De gemeente heeft ongeveer 1600 inwoners.

## Geografie
Bad Blumau heeft een oppervlakte van 37,31 km². De gemeente ligt in het oosten van Oostenrijk, in het oosten van de deelstaat Stiermarken. De gemeente ligt dicht bij de grens met de deelstaat Burgenland.
Bad Blumau trekt jaarlijks vele toeristen vanuit de hele wereld door het in Hundertwasser stijl opgerichte kuuroord. Het heilzame water komt vanuit een van de diepste bronnen die Oostenrijk kent.
In Bad Blumau staat de Eik van Bad Blumau.
Bad Blumau · Bad Loipersdorf ·Bad Waltersdorf · Buch-St. Magdalena · Burgau · Dechantskirchen · Ebersdorf · Feistritztal · Friedberg · Fürstenfeld · Grafendorf bei Hartberg · Greinbach · Großsteinbach · Großwilfersdorf · Hartberg · Hartberg Umgebung · Hartl · Ilz · Kaindorf · Lafnitz ·  Neudau · Ottendorf an der Rittschein · Pinggau · Pöllau · Pöllauberg · Rohr bei Hartberg · Rohrbach an der Lafnitz · Sankt Jakob im Walde · Sankt Johann in der Haide · Sankt Lorenzen am Wechsel · Schäffern · Söchau · Stubenberg · Vorau · Waldbach · Wenigzell-Mönichwald
- Gemeinsame Normdatei: 4527679-1
- Virtual International Authority File: 238767479